# Бичок амурський
Бичок амурський (Rhinogobius similis) — вид риб родини Оксудеркових (Oxudercidae). Поширена в прісних водах Далекого Сходу: Японія, Корея, річки Ялуцзян, Тумен-Ула і Майхе в басейні затоки Петра Великого. Басейни річок Амур і Теджен. Як вид-вселенець відзначений у Казахстані. Прісноводна демерсальна риба, сягає 10 см довжини.